# Rivula ethiopina
Rivula ethiopina là một loài bướm đêm trong họ Erebidae.